# Залісся (зупинний пункт, Одеська залізниця)
Залі́сся — пасажирський залізничний зупинний пункт Шевченківської дирекції Одеської залізниці.
Розташований поблизу дачного кооперативу «Дніпро», Золотоніський район Черкаської області на лінії Імені Тараса Шевченка — Золотоноша I між станціями Благодатне (3 км) та Золотоноша I (7 км).
На платформі зупиняються приміські поїзди.